# Hala Widowiskowo-Sportowa w Świeciu
Hala Widowiskowo-Sportowa w Świeciu – hala widowiskowo-sportowa w Świeciu, w Polsce. Została oddana do użytku 6 października 2007 roku. Może pomieścić 1358 widzów (750 miejsc na stałych i 608 na rozkładanych trybunach). Na obiekcie swoje spotkania rozgrywają siatkarki klubu Joker Świecie.

## Historia
Budowa nowej hali widowiskowo-sportowej w Świeciu planowana była przez gminę już pod koniec XX wieku. W 2003 roku zaprezentowano pierwszą koncepcję hali, która została jednak odrzucona po konsultacjach społecznych. Ogłoszono więc konkurs, który rozstrzygnięto w styczniu 2004 roku. Zwycięska koncepcja została stworzona przez Autorską Pracownię Architektury CAD z Warszawy.
Impulsem do budowy był awans koszykarzy Polpaku Świecie do PLK w 2005 roku. Pierwszy przetarg zakończył się jednak niepowodzeniem, gdyż najniższa oferta (17 mln zł) znacznie przekraczała maksymalną kwotę oferowaną przez gminę (10,5 mln zł). Po wprowadzeniu zmian w projekcie i zwiększeniu maksymalnej kwoty do 13,5 mln zł ogłoszono drugi przetarg. Tym razem pięciu oferentów zmieściło się w ramach finansowych, a zwycięzcą został Mirbud-Plus z najniższą zaoferowaną kwotą (12,9 mln zł). Po oprotestowaniu przetargu Urząd Zamówień Publicznych przyznał rację drugiemu oferentowi, firmie Budimex-Dromex, który złożył ofertę na 13,1 mln zł i ostatecznie został wykonawcą projektu. Umowa została podpisana 7 marca 2006 roku, kilka dni później udostępniono wykonawcy teren budowy. 25 maja 2006 roku miała miejsce ceremonia wbudowania kamienia węgielnego z udziałem burmistrza Świecia, Tadeusza Pogody i przewodniczącego Rady Miejskiej, Jerzego Wójcika. Uroczyste otwarcie nowej hali miało miejsce 6 października 2007 roku. Ostateczny koszt powstania obiektu wyniósł około 13,8 mln zł (projekt i dokumentacja ponad 333 tys. zł, budowa ponad 12,956 mln zł, wykończenie i wyposażenie ponad 548 tys. zł).
Po otwarciu hali jej głównymi użytkownikami byli występujący w PLK koszykarze klubu Polpak Świecie (drużyna ta dawniej rozgrywała swoje spotkania w hali sportowej Szkoły Podstawowej nr 8, po awansie do najwyższej klasy rozgrywkowej w 2005 roku klub tymczasowo przeniósł się do hali na osiedlu Lotnisko w Grudziądzu). Sezon 2007/2008 drużyna ta zakończyła na 4. miejscu, powtarzając swój najlepszy wynik z debiutanckiego w PLK sezonu 2005/2006. Po sezonie główny sponsor, firma Polpak, wycofał się jednak z dalszego sponsorowania zespołu. Tradycje koszykarskiego klubu kontynuował KK Świecie, który w 2008 roku przystąpił do rozgrywek III ligi. W 2010 roku drużyna awansowała do II ligi, ale po dwóch latach została wycofana z powrotem do III ligi. W 2016 roku klub zawiesił działalność. W hali występują także siatkarki klubu Joker Świecie, które w 2020 roku awansowały do Tauron Ligi. Ponadto obiekt gości wiele innych wydarzeń sportowych, jak mecze halowej ligi piłki nożnej czy gale MMA oraz pozasportowych, m.in. koncerty, targi i bale studniówkowe.